# India Sardjoe
India Dewi Sardjoe, anche nota semplicemente con il nome d'arte India (L'Aia, 19 maggio 2006), è una danzatrice olandese che ha rappresentato i Paesi Bassi ai Giochi della XXXIII Olimpiade nella gara femminile di break dance.

## Biografia

### Infanzia
La Sardjoe è nata il 19 maggio 2006 a L'Aia, nei Paesi Bassi, da padre indo-surinamese e da madre per metà d'origine indiana e per metà olandese. India ha iniziato la sua carriera sportiva giocando a calcio per poi passare alla break dance all'età di 7 anni.

### Carriera sportiva
All'età di 10 anni India ha vinto il Campionato nazionale olandese nella categoria U12. La Sardjoe è membro del gruppo Heavyhitters e degli Hustlekidz, ed è allenata da Ton Steenvoorden.
Dopo aver viaggiato a livello internazionale per prendere parte a diverse competizioni, nel 2022, nel giro di sei mesi, India ha vinto il Campionato nazionale olandese, il Campionato europeo di break dance e il Campionato mondiale Red Bull BC One.
Nel 2023 si è qualificata alle Olimpiadi di Parigi 2024, edizione in cui la break dance ha fatto il suo debutto olimpico. Durante la gara, India ha sconfitto la b-girl afghana Talash nel round di pre-qualificazioni, accedendo alla fase a gironi. In seguito, la Sardjoe è stata sconfitta durante la finale per la medaglia di bronzo dalla cinese Liu Qingyi, perdendo 8 a 19 e concludendo alla quarta posizione della classifica complessiva. Sempre nel 2024, dal 20 al 21 dicembre, prende parte ai mondiali di break dance svoltisi a Chengdu, in Cina, vincendo la competizione e ottenendo la sua prima medaglia d'oro in tale manifestazione.

## Palmarès
| Anno | Manifestazione  | Evento  | Sede       | Risultato | Fonte  |
| ---- | --------------- | ------- | ---------- | --------- | ------ |
| 2022 | Europei         | B-Girls | Manchester | Oro       | [ 13 ] |
| 2022 | Mondiali        | B-Girls | Seul       | 26°       | [ 14 ] |
| 2023 | Giochi europei  | B-Girls | Nowy Sącz  | Oro       | [ 15 ] |
| 2024 | Giochi olimpici | B-Girls | Parigi     | 4°        | [ 11 ] |
| 2024 | Mondiali        | B-Girls | Chengdu    | Oro       | [ 16 ] |